# São Pedro do Sul
São Pedro do Sul – miejscowość w Portugalii, leżąca w dystrykcie Viseu, w regionie Centrum w podregionie Dão-Lafões. Miejscowość jest siedzibą gminy o tej samej nazwie.

## Demografia
| Liczba ludności gminy São Pedro do Sul (1849–2011) | Liczba ludności gminy São Pedro do Sul (1849–2011) | Liczba ludności gminy São Pedro do Sul (1849–2011) | Liczba ludności gminy São Pedro do Sul (1849–2011) | Liczba ludności gminy São Pedro do Sul (1849–2011) | Liczba ludności gminy São Pedro do Sul (1849–2011) | Liczba ludności gminy São Pedro do Sul (1849–2011) | Liczba ludności gminy São Pedro do Sul (1849–2011) | Liczba ludności gminy São Pedro do Sul (1849–2011) |
| -------------------------------------------------- | -------------------------------------------------- | -------------------------------------------------- | -------------------------------------------------- | -------------------------------------------------- | -------------------------------------------------- | -------------------------------------------------- | -------------------------------------------------- | -------------------------------------------------- |
| 1849                                               | 1900                                               | 1930                                               | 1960                                               | 1981                                               | 1991                                               | 2001                                               | 2004                                               | 2011                                               |
| 13 844                                             | 22 051                                             | 23 426                                             | 24 273                                             | 21 220                                             | 19 985                                             | 19 083                                             | 19 215                                             | 16 851                                             |

## Sołectwa
Sołectwa gminy São Pedro do Sul (ludność wg stanu na 2011 r.)
- Baiões – 286 osób
- Bordonhos – 547 osób
- Candal – 118 osób
- Carvalhais – 1436 osób
- Covas do Rio – 120 osób
- Figueiredo de Alva – 816 osób
- Manhouce – 647 osób
- Pindelo dos Milagres – 659 osób
- Pinho – 777 osób
- Santa Cruz da Trapa – 1313 osób
- São Cristóvão de Lafões – 191 osób
- São Félix – 390 osób
- São Martinho das Moitas – 251 osób
- São Pedro do Sul – 3697 osób
- Serrazes – 1001 osób
- Sul – 1090 osób
- Valadares – 805 osób
- Várzea – 1745 osób
- Vila Maior – 962 osoby